# دیوید رادکلیف
دیوید رادکلیف (به انگلیسی: David Radcliffe) (زادهٔ ۱ مهٔ ۱۹۳۴) شناگر اهل ایالات متحده آمریکا است.